# Galway Bay
Die Galway Bay oder Galwaybucht (irisch: Cuan na Gaillimhe) ist eine große Bucht des Atlantiks an der Westküste Irlands. Die Bucht grenzt im Norden an das County Galway und im Süden an das County Clare. Im Nordosten der Bucht erstreckt sich die Stadt Galway.
Die Bucht ist rund 50 Kilometer lang und zwischen 10 und 30 Kilometer breit. Die Aran Islands sowie weitere kleinere Inseln sind ihr vor- oder eingelagert (Island Eddy). Der Fluss Corrib mündet in die Galway Bay, die im 18. und 19. Jahrhundert von den Galway Hookers (Segelschiffe) befahren wurde.

## Die Bucht in Medien und in der Musik
Für die Bewohner entlang der Bucht gibt es einen eigenen Radiosender.
Bekannt ist die Galway Bay – vornehmlich im englischsprachigen Raum – durch verschiedene populäre Lieder. Sowohl John Lennon in seinem Song The Luck Of The Irish als auch Sean Connery in Darby O’Gill and the Little People haben die Galway Bay besungen. Den bekanntesten Auftritt stellt wohl der Song Fairytale of New York (gesungen von der irischen Band The Pogues und der Folksängerin Kirsty MacColl auf dem 1987er Pogues-Album If I should fall from Grace with God) dar. Im Refrain heißt es: „The boys of the NYPD choir were singing ‚Galway Bay‘“, eine Referenz an zwei alte irische Volkslieder und den hohen Anteil irischstämmiger Polizeibeamter in New York City. Der Titel Fairytale of New York wird in den USA und in Großbritannien regelmäßig zu einem der beliebtesten Weihnachtslieder gewählt. Obwohl die ursprünglichen Volkslieder selbst den meisten Iren unbekannt sind, leben die volkstümlichen Titel und die Galway Bay in diesen Liedern weiter.

## Wirtschaft
In der Bucht werden die Galway Oysters (Austern) sowie Lachs vornehmlich in Aquakulturen gezüchtet.